# 身材矮小症
矮小（英語：Short stature）是指身高低于平均身高的人，一个人是否矮小取决于所在地区的平均身高。
在医学背景下，矮小通常被定义为一个成年人的身高比人口中的同年龄和同性别平均值低两个标准差以上，相当于该人口中最矮的2.3%。发达国家（这些国家大量的统计数据表明）成年人的平均身高或典型身高男性约为172厘米，女性约为160厘米。

## 病因
儿童和青少年的身材矮小几乎都是由于在儿童时期生长速度低于平均水平造成的，而老年人的身材矮小通常是由脊柱炎造成的凸变或骨质疏松造成的椎体塌陷从而导致身高下降造成的。引发儿童期身材矮小的最常见原因是先天性生长迟缓或家族性(遗传性)身材矮小。
从医学角度来说，重度矮小可能是正常的变异，是多个家族性基因相互作用的结果。也可能是由许多异常情况中的一种或多种，如长期（长时间）生长激素或甲状腺激素缺乏、营养不良、主要器官系统疾病、虐待、某些药物治疗、染色体缺失等引起。人类生长激素(HGH)缺乏症可能在婴幼儿时期的任何时候发生，其最明显的症状是生长速度明显减慢。此症可能具有遗传性。在未患有生长激素缺乏症的儿童中，身材矮小可能是由特纳综合征或Noonan综合征、慢性肾脏疾病、早产、Prader-Willi综合征、Wiedemann-Steiner综合征或其他疾病引起的。遗传性骨骼发育不良又称骨软骨发育不良，通常表现为肢体短小并不成比例。
病因不明时，就被称为特发性身材矮小。身材矮小也可能是骨板融合的年龄比正常人小，因此生长发育迟缓。正常情况下，骨龄与生理年龄相同，但对有些人来说，骨龄却比生理年龄大。对于很多骨龄偏大的人来说，他们很早就进入了生长高峰期，凭此达到了平均身高，但却在较早的时候就停止生长。但也有天生矮小的人加上骨龄偏大，最后因为生长发育迟缓，比正常状态下的标准身高还要矮。

## 分型
慢性疾病、营养不良、内分泌、代谢紊乱、缺乏睡眠或染色体异常等都会出现身材矮小。同时，大多数遗传性骨骼发育不良的人都知道身材矮小可能是均衡的，也可能是不均衡的。不均衡性身材矮小又可按受矮小影响的身体节段来具体划分，即四肢与躯干。
- 肢体矮小 有achondroplasia(软骨发育不全), hypochondroplasia(软骨发育不良), pseudoachondroplasia(假性软骨发育不全) 和 multiple epiphyseal dysplasia(多发性骨骺发育不良)
- 躯干矮小 有spondyloepiphyseal dysplasia(脊柱骨骺发育不良) 和 mucopolysaccharidosis(粘多糖病)

肢体矮小可以按照受影响的肢体部位再进行细分。